# Erichsburg
Erichsburg is een kasteel gelegen in Dassel (Nedersaksen).
Vanaf 1527 liet Erik I van Brunswijk-Calenberg-Göttingen de Erichsburg bouwen.  Julius van Brunswijk-Wolfenbüttel liet het gebouw vergroten van 1604 tot 1612.